# Stadio Adrar
Lo stadio Adrar (in arabo ملعب أدرار‎?) è un impianto multifunzionale sito ad Agadir, in Marocco. Viene usato principalmente per incontri di calcio ed ha una capacità di 45.480 posti a sedere di cui 10.000 coperti.
L'impianto ospita le partite casalinghe della locale squadra di calcio, l'Hassania Agadir.

## Costruzione
I lavori incominciarono nel 4 giugno 2004 ed era previsto il completamento dello stadio nel 2007, tuttavia, ci sono stati alcuni imprevisti che hanno rimandato il suo completamento fino ad agosto 2013.
Ha richiesto un investimento di 860 milioni di Dirham circa 80 milioni di Euro.

## Inaugurazione
Lo stadio è stato inaugurato il 11 ottobre 2013, con una partita amichevole tra Hassania Agadir e JS Kabylie, vinta dai padroni di casa 1-0.

## Caratteristiche
Ha una capienza di 45.480 spettatori di cui 5.000 posti a sedere per i Vip e 288 posti per la stampa, 
Lo stadio Adrar ha ospitato alcune partite dell'edizione del 2013 della Coppa del mondo per club FIFA.

### Caratteristiche tecniche
Caratteristiche tecniche dello stadio di Agadir
- Tipo di Erba:: Erba naturale

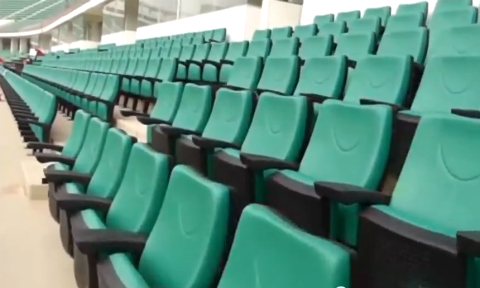
l'interno dell'impianto, Posti VIP

- superficie:  9000 m² (105m x 84 m)
- Numero di corsie::  8
- Spogliatoi: 4 da calcio con sauna, 2 per gli arbitri, 8 per atletica leggera.
- Intensità di illuminazione:: 1800 LUX orizzontale; LUX verticale 2000
- Display Stadio: 84 m² con una risoluzione di 2 cm²
- Pannelli led bordo-campo:: 133 m pannelli LED
- Posti Auto: 5000 posti

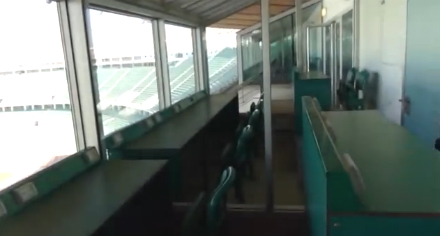
Cabina Commentatore

- sala conferenze: 1 sala conferenza principale 200 posti, dotate di impianti di traduzione simultanea 2 lingue.
- sorveglianza: 81 telecamere di sorveglianza 36 wickets con il sistema di montaggio e vendite dei biglietti in tempo reale.
- Posti stampa: 1 tribune da 288 posti , dotata di prese di corrente, cavi, monitor, copertura WIFI.

- Posti Vip:  5000 posti
- Cabina Commentatori Tv e Radio: 12 cabine per Telecronisti e Commentatori
- Studio tv e Radio: 4 studi da 25 m²
- Tribuna d'onore: 1 con una capacità 288 persone
- Ristoranti: 1 Ristorante panoramico 180 posti
- Ristoranti: 1 Ristorante 200 posti

## Collegamenti
Lo stadio si trova a cinque chilometri dal centro della città, a venti chilometri dall'Aeroporto di Agadir-Al Massira, a sette chilometri dal porto di Agadir . L'accesso alle tribune è consentito da 36 ingressi.

## Eventi

### Giochi di apertura
- Hassania Agadir 1-0 JS Kabylie, 11 ottobre 2013
- Marocco 1-1  Sudafrica, 11 ottobre 2013

#### Coppa del mondo per club FIFA 2013
- Raja Casablanca 2-1  Auckland City, 11 dicembre 2013
- Guangzhou Evergrande 2-0  Al-Ahly, 14 dicembre 2013
- Raja Casablanca 2-1  Monterrey, 14 dicembre 2013
- Guangzhou Evergrande 0-3  Bayern München, 14 dicembre 2013